# SAG-AFTRA
La Screen Actors Guild-American Federation of Television and Radio Artists (en català Sindicat d'Actors de Cinema-Federació Estatunidenca d'Artistes de Ràdio i Televisió, sigles SAG-AFTRA) és un sindicat laboral nord-americà que reflecteix la fusió el 2012 de SAG (el Sindicat d'Actors de Cinema) i AFTRA (Federació Americana d'Artistes de Ràdio i Televisió). Representa aproximadament 160.000 professionals dels mitjans a tot el món. SAG-AFTRA és membre de l'AFL-CIO, la federació de sindicats més gran dels Estats Units. SAG-AFTRA també és membre de la Federació Internacional d'Actors (FIA).

## Història

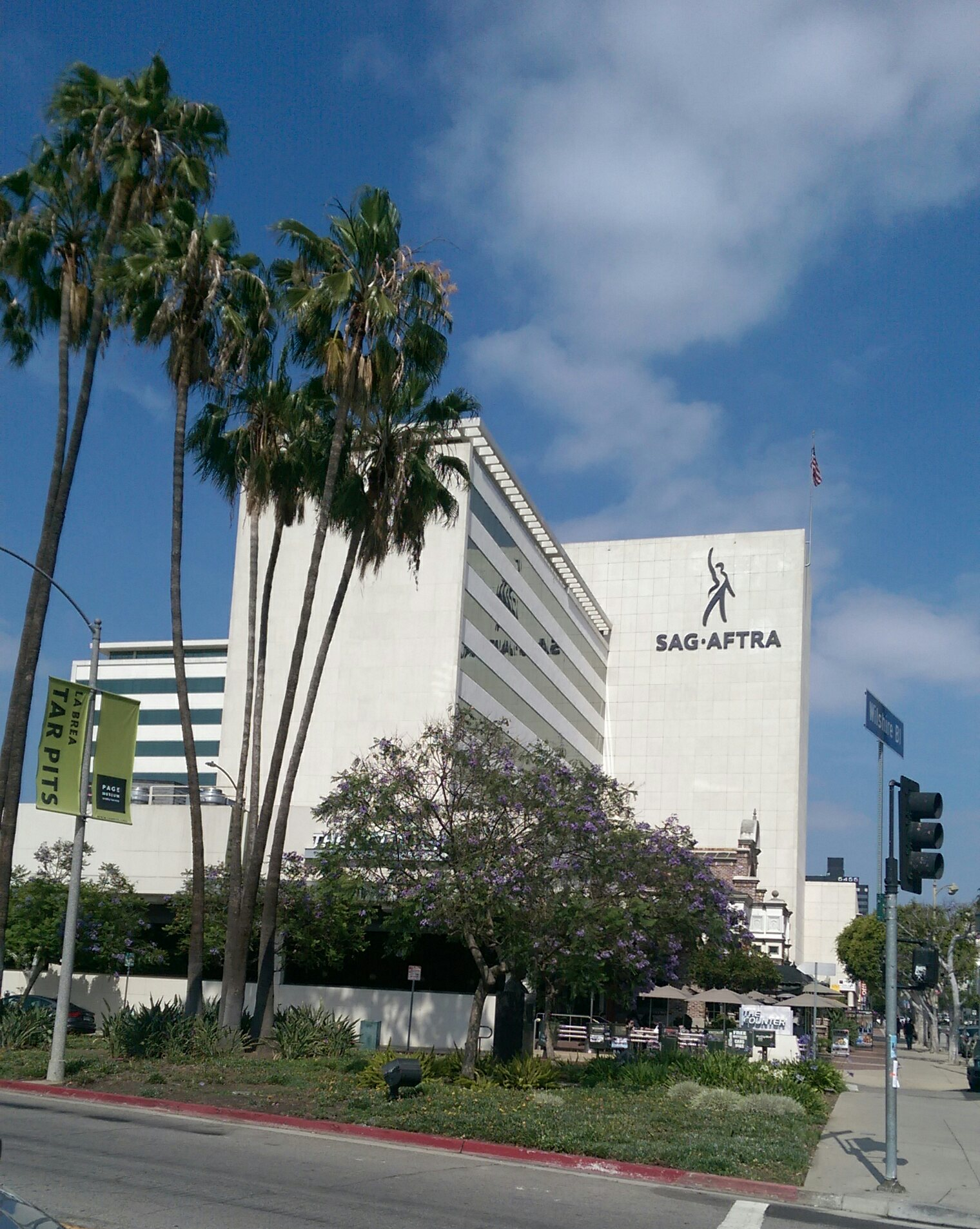
SAG-AFTRA Plaza a Los Angeles, Califòrnia, seu de la SAG-AFTRA

### Antecedents
L'organització es va formar el 30 de març de 2012, després de la fusió de la Sindicat d'Actors de Cinema i la Federació Americana d'Artistes de Ràdio i Televisió. Al gener de 2013, Variety va informar que la fusió s'havia produït amb "poc enrenou" , enmig de mostres de bona voluntat per ambdues parts. Es va informar que el problema més delicat que quedava era la fusió dels dos fons de pensions, en part com una manera d'afrontar el problema dels intèrprets que pagaven a cada pla però que no guanyaven prou amb cap dels plans antics per tenir dret a una pensió.
SAG-AFTRA té la seu a Los Angeles, Califòrnia i Nova York, a més d'altres oficines locals a tot el país.

### Premis del Sindicat d'Actors de Cinema
Els Premis del Sindicat d'Actors de Cinema (també coneguts com a Premis SAG) són una cerimònia de lliurament de premis fundada el 1995 per reconèixer actuacions destacades al cinema i a la televisió en hora de màxima audiència. Els Premis SAG han estat un dels principals esdeveniments de premis a la indústria cinematogràfica d'Hollywood des de llavors, juntament amb els Premis Globus d'Or i els Oscars. Els premis SAG se centren tant en actuacions individuals com en el treball de tot el conjunt d'una sèrie dramàtica i sèrie de comèdia, i el repartiment d'una pel·lícula.

## Composició
SAG-AFTRA té una afiliació diversa formada per actors, locutors, periodistes de difusió, ballarins, disc jockeys, redactors de notícies, editors de notícies, amfitrions de programes, titellaires, artistes de gravació, cantants, acrobàcies, artistes de veu en off i altres professionals dels mitjans.
La pertinença a SAG-AFTRA es considera un ritu de pas per als nous intèrprets i professionals dels mitjans. Sovint s'adquireix després de ser contractat per a la seva primera feina en un estudi que té un conveni col·lectiu amb el sindicat. El treball de SAG-AFTRA es considera substancialment més prestigiós que els treballs no sindicals. A causa de la mida i la influència del sindicat, la majoria de les grans empreses de mitjans tenen un conveni col·lectiu amb SAG-AFTRA a través de l'Associació de Productors de Cinema i Televisió. Els estudis que han signat un conveni col·lectiu amb SAG-AFTRA no són closed shop, però generalment estan obligats a donar preferència als membres del sindicat a l'hora de contractar.
Gairebé tots els actors professionals i professionals dels mitjans de comunicació que treballen per a empreses de mitjans de comunicació americanes a mitjans o gran escala són membres dels sindicats. Segons els registres del Departament de Treball de SAG-AFTRA des de la seva fundació, al voltant d'un terç dels membres totals del sindicat s'han considerat constantment "retirats", "suspesos" o no classificats com a membres "actius". Aquests membres no són elegibles per votar al sindicat. Els "retirats honorables" constitueixen la part més gran d'aquestes, al 20% dels membres totals, o 46.934 membres. Els membres de "Pagament suspès" són els segons més grans, amb un 14%, o 33.422 membres. Aquest esquema de classificació es transfereix del Sindicat d'Actors de Cinema en lloc de l'utilitzat per AFTRA.

## Faccions
Es considera que la unió té dues faccions. La facció més gran ("United for Strength") diu que es centra a crear oportunitats laborals per als membres. Una segona facció ("Membership First") ha criticat l'administració actual per ser massa ràpida i suau quan es tracta de negociar amb els estudis.

## Principals vagues i boicots

### Regla Global U
La Regle Global U estableix: cap membre no pot prestar cap servei ni fer un acord per prestar serveis a cap empresari que no hagi subscrit un acord mínim bàsic amb el sindicat, que està en ple vigor i efecte, en qualsevol jurisdicció en què hi hagi un conveni col·lectiu nacional SAG-AFTRA vigent. Aquesta disposició s'aplica a tot el món.
En poques paraules, un membre de SAG-AFTRA sempre ha de treballar amb un contracte sindical a tot el món.
Les ordres de "No treballar" s'emeten formalment per indicar produccions que no han subscrit els acords requerits.

### Vaga dels actors de veu de videojocs de 2016-2017
Després d'aproximadament un any i mig de negociacions, SAG-AFTRA va convocar una vaga el 21 d'octubre de 2016 contra onze desenvolupadors i editors de videojocs estatunidencs, inclosos Activision, Electronic Arts, Insomniac Games, Take 2 Interactive i WB Games. La vaga va ser el resultat d'intents de negociacions des del febrer de 2015 per substituir el contracte anterior, l'Acord de mitjans interactius, que va expirar a finals de 2014. Hi havia quatre grans qüestions per les quals van lluitar amb aquesta vaga: establir transparència en la negociació dels contractes; prevenir l'estrès vocal de llargues sessions de gravació; proporcionar garanties de seguretat pels coordinadors d'acrobàcies en conjunts de captura de rendiment; i donar pagaments de residus basats en les vendes d'un videojoc,que tradicionalment no s'han utilitzat en la indústria dels videojocs. Els membres de SAG-AFTRA pretenien equiparar als actors de videojocs als d'altres indústries, mentre que les companyies de videojocs temien que donar residus als actors eclipsés les contribucions dels programadors i artistes que contribueixen als jocs. Va ser la primera vaga organitzada dins de la indústria dels videojocs i la primera vaga d'actors de veu en 17 anys, així com la primera vaga dins de l'organització fusionada SAG-AFTRA. A partir del 23 d'abril de 2017, es va convertir en la vaga més llarga dins de SAG, superant la vaga dels premis Emmy del 1980 i la vaga d'actors comercials del 2000.
El 23 de setembre de 2017 es va arribar a un acord que posava fi a la vaga de 340 dies.

### Vaga contra Bartle Bogle Hegarty
El 20 de setembre de 2018, SAG-AFTRA va convocar una vaga contra l'agència de publicitat global Bartle Bogle Hegarty (BBH) després que la companyia anunciés que ja no compliria un contracte de llarga durada amb SAG-AFTRA. SAG-AFTRA va llançar una vaga reeixida que va atraure milers de membres a fer piquets i accions de vaga a tot el país. En acabar la vaga, BBH va acceptar tornar al contracte de SAG-AFTRA.
El 2018, BBH s'havia retirat del seu contracte amb SAG-AFTRA, que es va acordar per primera vegada el 1999, en termes contractuals que deien que BBH no tindria permís per contractar actors no sindicats. BBH va declarar que els posava en desavantatge competitiu, ja que moltes de les seves agències adjuntes no eren signatàries.
Les accions de vaga reeixides dels membres de SAG-AFTRA, inclosos piquets i concentracions als EUA, van ser un èxit per a SAG-AFTRA. Diverses accions destacades van incloure una concentració de 1.000 membres i simpatitzants de SAG-AFTRA a prop de la seu de SAG-AFTRA al Parc La Brea, i un piquet a la seu de BBH a Los Angeles que va aplegar uns 1.000 membres en solidaritat a la línia de piquet.
El 20 de juliol de 2019, SAG va posar fi a la seva vaga de 10 mesos contra BBH després que l'agència de publicitat acceptés signar el nou contracte comercial del sindicat.

### Bandejament de Donald Trump
El 7 de febrer de 2021, SAG-AFTRA va anunciar que a Donald Trump, que s’havia donat de baixa del sindicat tres dies abans, se li havia prohibit unir-se pels seus atacs percebuts als periodistes de SAG-AFTRA i el suport a l'assalt al Capitoli dels Estats Units de 2021 com a president dels Estats Units.

### Vaga de 2023

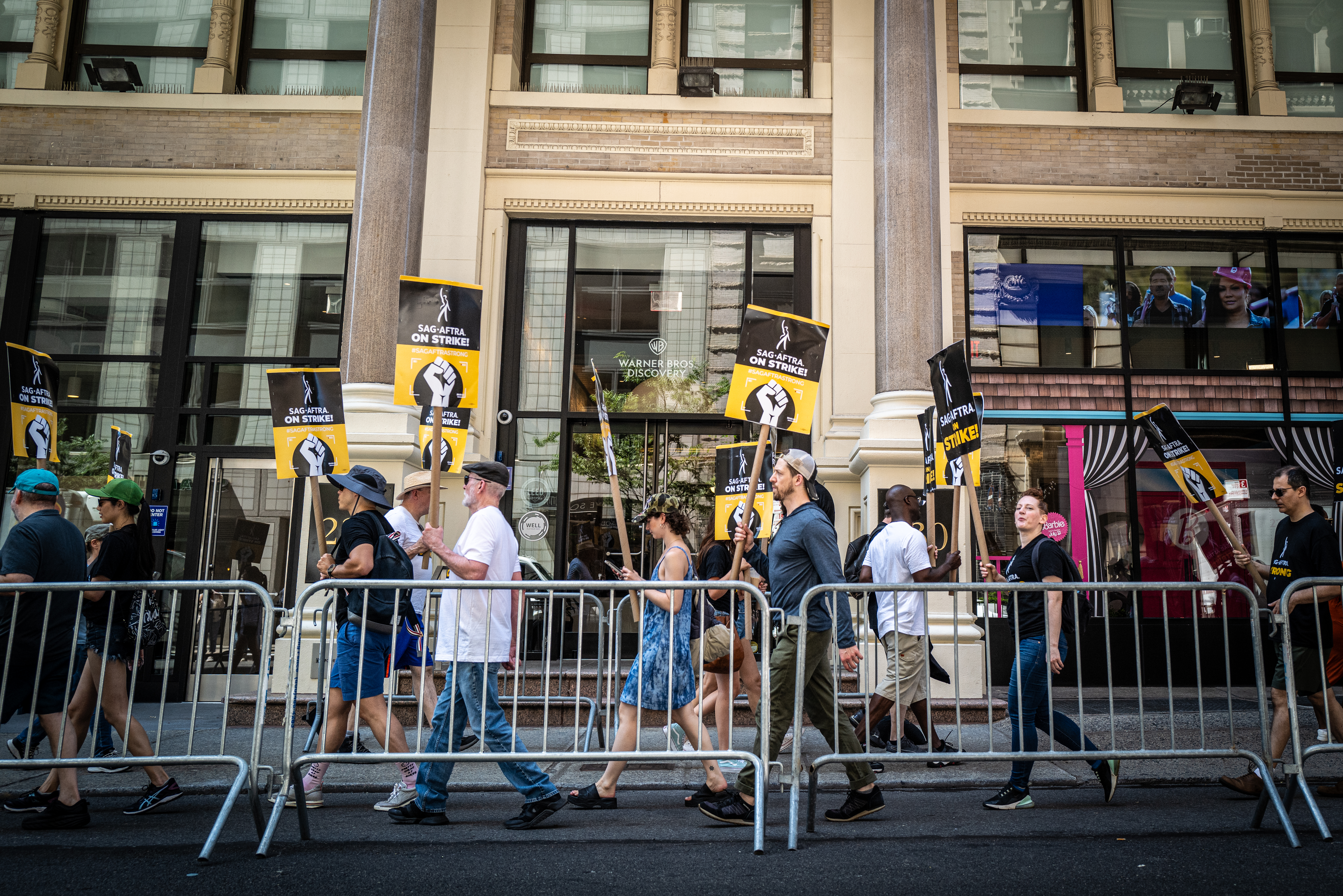
Piquets fora de les oficines de Warner Bros. a la Nova York durant la vaga de SAG-AFTRA de 2023

El juny de 2023, el gremi va votar per autoritzar una vaga si el seu comitè de negociació no arribava a un acord sobre un nou contracte amb els principals estudis de Hollywood abans del 30 de juny. El 27 de juny, més de 300 actors van signar una carta amenaçant de fer vaga. Entre els signants hi eren Jennifer Lawrence, Meryl Streep, Rami Malek i Amy Schumer. L'endemà, els signants havien arribat als 1.000 membres. Els problemes clau a les negociacions inclouen l'emissió de residuals basats en dades d'audiència i trobar una mètrica uniforme sobre la qual jutjar totes les dades de la plataforma de transmissió. Altres problemes eren la limitació de l'ús d'audicions d'autocinta i la prevenció de l'ús de la intel·ligència artificial i de veus i cares generades per ordinador dins de la indústria de l'entreteniment. El 10 de juliol de 2023, SAG-AFTRA va establir possibles normes de vaga, com ara: sense rodatge, sense premsa i no sense cap promoció a les xarxes socials per a cap actor o actriu del gremi. Un representant de l'Alliance of Motion Picture and Television Producers (AMPTP) va parlar de la compensació que s'ofereix als actors per evitar una vaga. L'aliança, que va negociar amb el sindicat en nom de Netflix, Walt Disney i Warner Bros va declarar que SAG-AFTRA deliberadament distorsionava el curs de les negociacions. L'acord, que SAG-AFTRA va rebutjar el 12 de juliol, incloïa més de 1.000 milions de dòlars per a un augment dels sous, les pensions i l'assegurança mèdica, va ser dissenyat per a un període de tres anys i incloïa la protecció dels actors de l'ús de les seves imatges per intel·ligència artificial.
El 13 de juliol, SAG-AFTRA va anunciar que el contracte de televisió, teatre i streaming de SAG-AFTRA amb l'AMPTP havia expirat sense un acord per substituir-lo. Van anunciar que el comitè negociador SAG-AFTRA havia votat per unanimitat la vaga. SAG-AFTRA també va anunciar que la seva Junta Nacional es reuniria més tard aquell matí per decidir si SAG-AFTRA es posaria en vaga o no. SAG-AFTRA va dir que donaria a conèixer la seva decisió al públic a les 12 p.m. PST en una conferència de premsa al SAG-AFTRA Plaza de Los Angeles. Durant la roda de premsa, el president de SAG-AFTRA Fran Drescher i el director executiu nacional i negociador en cap Duncan Crabtree-Ireland van confirmar que els membres havien votat a favor de la vaga i que la vaga començaria el 14 de juliol. Aquesta va marcar la primera vaga que va implicar actors de la indústria del cinema i la televisió  des del 1980, i també la primera vegada des de 1960 que tant el SAG-AFTRA com el WGA van fer vaga alhora. La vaga duraria gairebé quatre mesos, i finalment va acabar el 9 de novembre de 2023. 'acord va rebre un 78,33% d'aprovació entre els membres votants de SAG-AFTRA quan la votació va concloure el 5 de desembre.

## Organització de campanyes

### Telemundo
El 9 de febrer de 2016, NBCUniversal, l'empresa matriu de Telemundo, es va enfrontar a les reclamacions de SAG-AFTRA d'operar sota un doble estàndard entre el seu talent en castellà i anglès a NBC i Telemundo. En la seva resposta, la cadena va emetre un comunicat en què afirmava que està "compromès a fer de Telemundo un lloc ideal per treballar per als nostres empleats i seguirà invertint en ells per garantir que els seus sous i condicions laborals siguin competitius amb la resta de la indústria de la radiodifusió d'acord amb amb la mida del mercat i els ingressos de l'estació".
Uns dies més tard, el 13 de febrer de 2016, SAG-AFTRA va tornar i va afegir que Telemundo havia estat tractant els seus empleats com a "professionals de segona categoria" atès que molts actors no reben les garanties bàsiques laborals que ofereixen els contractes SAG-AFTRA, com ara paga justa, pauses d'aigua, assegurança mèdica i residuals. Aleshores, el president de Telemundo Luis Silberwasser va respondre dient que SAG-AFTRA demanava el reconeixement del sindicat com a agent de negociació dels empleats, en lloc de demanar el vot dels empleats. No obstant això, SAG-AFTRA va afirmar que s'havien produït tàctiques d'intimidació dins de la xarxa per evitar que els empleats se sindicalitzin i que creuen que "no hi ha un 'vot just' quan els treballadors tenen por per la seva carrera i els seus mitjans de vida, i viuen amb la por a les represàlies si es veu que volen sindicalitzar-se activament. SAG-AFTRA vol garantir la protecció total de la democràcia laboral i els drets dels artistes intèrprets a escollir mitjançant un procés veritablement just i net."
L'agost de 2016, Telemundo es va tornar a enfrontar al sindicat quan la xarxa es va negar a emetre un anunci publicat per SAG-AFTRA que detallava la bretxa salarial injusta i la manca de beneficis que s'enfronten els empleats de Telemundo en comparació amb els intèrprets sindicalitzats de NBCUniversal. L'anunci es va emetre durant l'estrena dels premis d'elecció del públic de la cadena Premios Tu Mundo, però mai es va posar en rotació. Un portaveu de Telemundo va respondre dient: "Després de la revisió legal, hem conclòs que l'anunci no aprovava els estàndards legals per a la publicitat basada en anuncis". Mentrestant, altres cadenes en espanyol com MegaTV i Estrella TV van emetre l'anunci a tot el país.
SAG-AFTRA va continuar, afirmant que "la decisió de Telemundo de censurar 30 segons de comentaris veritables sobre les seves condicions de treball mostra fins a quin punt és contrària a tenir una discussió transparent sobre la seva negativa a compensar justament els intèrprets de parla espanyola".<ref. nom="Hollywood Reporter"/>
El març de 2016, la Junta Nacional de Relacions Laborals (NLRB) va administrar un vot secret entre 124 intèrprets de Telemundo, en funció de la quantitat de temps que els actors han treballat en drames de telenovel·les i altres espectacles. SAG-AFTRA va anunciar que el 81% dels votants elegibles van optar per sindicalitzar-se en un procés de votació que va començar el 7 de febrer i va durar quatre setmanes.
El 12 de juliol de 2018, SAG-AFTRA va anunciar que havia arribat a un primer acord provisional amb Telemundo Television Studios que cobreix els intèrprets de televisió en espanyol, després de quinze mesos de negociacions.
Entre els elements clau de l'acord de tres anys hi havia:
- Aportacions i participació al Pla de Salut SAG-AFTRA i al Pla de Pensions SAG-Productors per primera vegada
- Residuals per a plataformes d'explotació i streaming tant estrangeres com nacionals, en funció d'un percentatge dels ingressos bruts de Telemundo
- Les primeres tarifes mínimes garantides per a totes les categories d'intèrprets cobertes (inclosos actors, figurants, dobles, cantants i ballarins).
- Increments anuals de tots els mínims de nova creació entre l'1 i el 2% anual
- Condicions de treball i proteccions de seguretat de nova creació, que inclouen:
  - Període mínim de descans entre trucades de 10 hores
  - Requisit de personal qualificat per coordinar acrobàcies
  - Disposicions en matèria de protecció de menors
  - Hores extraordinàries, pagament de vacances i vigues diàries quan estiguin en exteriors[46]

L'acord es va renovar el 2021, inclòs un augment dels períodes de descans nocturn de 10 a 11 hores, excepte per al treball in situ, un llenguatge addicional per abordar l'assetjament sexual i la seguretat de les audicions i un augment del 0,5% de la taxa actual de contribució al pla de salut i pensions un cop finalitzat el contracte.

## Esforços socials
El maig de 2023, en col·laboració amb la Motion Picture Association of America i altres sindicats de la indústria de l'entreteniment, SAG-AFTRA va llançar la Iniciativa del Green Council que tindria com a objectiu fomentar i promoure l'entreteniment ambientalment responsable. Segons Deadline, els membres fundadors serien Fran Drescher, Cate Blanchett, Robert Redford, Meryl Streep, Jeff Bridges, Diane Keaton, Kevin Bacon, Kyra Sedgwick, Salma Hayek, Gloria Estefan, Peter Sarsgaard, Rosario Dawson, Billy Porter, Aida Rodriguez, Jason Momoa, Rachel Bloom, Chris Colfer, David Dastmalchian, i Ellen Crawford."

## Historial de lideratge
Com a SAG, hi va haver 28 presidents des del 1933 fins al 2012 (amb Ralph Morgan, Robert Montgomery i Ronald Reagan mantenint mandats separats i no consecutius), i com a AFTRA hi va haver 22 presidents del 1937 al 2012.
El 2012, Ken Howard (que havia estat el president de SAG des de 2009) es va convertir en el primer president de SAG-AFTRA, la fusió entre el Sindicat d'Actors de Cinema i la Federació Americana d'Artistes de Ràdio i Televisió. A més, va treballar com a copresident amb l'expresidenta d'AFTRA Roberta Reardon de 2012 a 2013. A la seva mort el 2016 , el va succeir Gabrielle Carteris que va exercir com a presidenta fins al 2021. La va seguir Fran Drescher (de la facció Unite for Strength ), que va esdevenir presidenta per primera vegada el setembre de 2021, i va ser reelegida el setembre de 2023. Duncan Crabtree-Ireland també ha estat el director executiu nacional des de 2021.
| President         | Mandat    |
| ----------------- | --------- |
| Ralph Morgan      | 1933      |
| Eddie Cantor      | 1933–1935 |
| Robert Montgomery | 1935–1938 |
| Ralph Morgan      | 1938–1940 |
| Edward Arnold     | 1940–1942 |
| James Cagney      | 1942–1944 |
| George Murphy     | 1944–1946 |
| Robert Montgomery | 1946–1947 |
| Ronald Reagan     | 1947–1952 |
| Walter Pidgeon    | 1952–1957 |
| Leon Ames         | 1957–1958 |
| Howard Keel       | 1958–1959 |
| Ronald Reagan     | 1959–1960 |
| George Chandler   | 1960–1963 |
| Dana Andrews      | 1963–1965 |
| Charlton Heston   | 1965–1971 |
| John Gavin        | 1971–1973 |
| Dennis Weaver     | 1973–1975 |
| Kathleen Nolan    | 1975–1979 |
| William Schallert | 1979–1981 |
| Edward Asner      | 1981–1985 |
| Patty Duke        | 1985–1988 |
| Barry Gordon      | 1988–1995 |
| Richard Masur     | 1995–1999 |
| William Daniels   | 1999–2001 |
| Melissa Gilbert   | 2001–2005 |
| Alan Rosenberg    | 2005–2009 |
| Ken Howard        | 2009–2012 |

| President        | Mandat    |
| ---------------- | --------- |
| Eddie Cantor     | 1937–1940 |
| Lawrence Tibbett | 1940–1946 |
| Ken Carpenter    | 1946–1948 |
| Bud Collyer      | 1948–1950 |
| Knox Manning     | 1950–1952 |
| Alan Bunce       | 1952–1954 |
| Frank Nelson     | 1954–1957 |
| Bud Collyer      | 1957–1959 |
| Virginia Payne   | 1959–1961 |
| Art Gilmore      | 1961–1963 |
| Vicki Vola       | 1963–1965 |
| Tyler McVey      | 1965–1967 |
| Mel Brandt       | 1967–1970 |
| Bill Baldwin     | 1970–1973 |
| Ken Harvey       | 1973–1976 |
| Joe Slattery     | 1976–1979 |
| Bill Hillman     | 1979–1984 |
| Frank Maxwell    | 1984–1989 |
| Reed Farrell     | 1989–1993 |
| Shelby Scott     | 1993–2001 |
| John Connolly    | 2001–2007 |
| Roberta Reardon  | 2007–2012 |

| President          | Mandat                                      |
| ------------------ | ------------------------------------------- |
| Ken Howard         | (Copresident 2012–2013 President 2013–2016) |
| Roberta Reardon    | (Copresident 2012–2013)                     |
| Gabrielle Carteris | 2016–2021                                   |
| Fran Drescher      | 2021–present                                |